# ジェラール・カマンダ・ワ・カマンダ

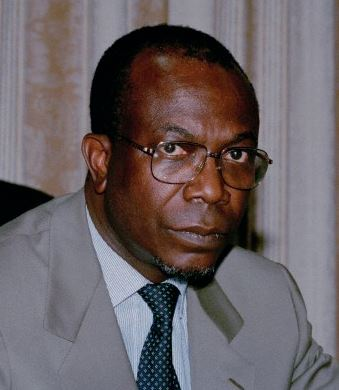
ジェラール・カマンダ・ワ・カマンダ

ジェラール・カマンダ・ワ・カマンダ（フランス語: Gérard Kamanda wa Kamanda、1940年12月10日 - 2016年1月21日）は、コンゴ民主共和国の政治家。 2006年に行われた大統領選挙に立候補した。キクウィトで生まれ、以前はモブツ・セセ・セコの顧問を務めていた。1990年代、副首相、外務大臣を3回務め、1982年から1983年まで、1995年から1996年2月まで、1996年12月からモブツ政権が崩壊する1997年5月まで、様々な役職を経験した。カマンダはその後、移行政府の科学研究大臣を務めた。1990年に設立された「民族主義共同戦線」の代表者でもある。独立選挙委員会に選挙の不正を指摘した。暫定結果によると、大統領選挙の得票率は3％に満たなかった。